# Heptasteornis
Heptasternis (Heptasteornis andrewsi) – dwunożny, mięsożerny dinozaur z rodziny (przypuszczalnie) alwarezaurów (Alvarezsauridae), a dokładniej z podrodziny mononykinów (Mononykinae). Jest to prawdopodobnie pierwszy członek Alvarezsauridae znany z Europy. Pozostałe alwarezaury znane są głównie z Azji, z Ameryki Południowej, a także jeden potencjalny przedstawiciel z Australii (Rapator).
Znaczenie nazwy – ptak z Siedmiogrodu C.W. Andrewsa.
Długość ciała ok. 2,5 m, wysokość ok. 80 cm, masa ok. 25 kg. Jego szczątki znaleziono w Rumunii. Początkowo został opisany jako gigantyczna wymarła sowa.
Heptasternis jest słabo poznanym dinozaurem. Często uważano heptasteornisa za młodszy synonim Bradycneme lub elopteryks, które okazują się być bardziej zaawansowanymi maniraptorami.